# Гачинович, Владимир
Владимир «Владо» Гачинович (серб. Владимир Владо Гаћиновић;   25 мая 1890, Качань, Босния и Герцеговина — 11 августа 1917, Фрибур)  — сербский писатель и революционер. Один из лидеров организации «Млада Босна».

## Биография
Гачинович родился в 1890 году в деревне Качань в общине Билеча. Отец был сербским православным священником и гайдуком. Он окончил начальную школу в Билече в 1901 году и шесть классов средней школы в Мостаре с 1901 по 1907 год. В 1910 году он окончил школу в Белграде и поступил на юридический факультет Белградского университета, а с февраля 1911 он продолжил учёбу в Вене и Лозанне. Гачинович сформировался интеллектуально и политически ещё в студенческие годы, когда он сотрудничал с газетами «Српска ријеч», «Народ» и «Отаџбина». В то время он находился под влиянием Петра Кочича и Томаша Масарика. В 1911 он уехал в Швейцарию, где связался с русской политической эмиграцией во главе с Львом Троцким и принял идеи русских социалистов. Он был сторонником Бакунина, Кропоткина и русских националистов, стал другом для Виктора Сержа, Мартова и Троцкого.

### Политическая карьера
После Швейцарии Гачинович вернулся на свою родину в Боснию, находившуюся под австро-венгерской оккупацией и присоединился к тайной националистической организации «Чёрная рука». Затем в Вене он написал свою знаменитую работу (брошюру) под названием «Смерть героя», в которой рассказывает о творчестве Богдана Жераича и представляет свою программу борьбы за освобождение сербов, а также других южнославянских народов под властью Австро-Венгрии. Из Вены он отправился в Белград, где напечатал брошюру, которую затем тайно отнёс в Сараево, а затем отправился в Герцеговину, где сотрудничал с Народной обороной.

### Первая Балканская и Первая мировая война
Во время Первой Балканской войны он воевал добровольцем в черногорской армии, по возвращении в Боснию он спровоцировал заговор с целью убить Оскара Потиорека. Во время Первой мировой войны, поскольку он не мог вернуться после убийства в Сараево, он некоторое время воевал во французском флоте, после чего отправился в Америку, чтобы собрать помощь и добровольцев для борьбы в Сербии. В августе 1917 года его отравили мышьяком в Швейцарии.